# Naoki Yamada
Naoki Yamada (山田 直輝, Yamada Naoki, Saitama, 4 juli 1990) is een Japans voetballer die als middenvelder speelt bij Shonan Bellmare.

## Clubcarrière
Yamada tekende in 2008 bij Urawa Red Diamonds.

## Japans voetbalelftal
Yamada debuteerde in 2009 in het Japans nationaal elftal en speelde 2 interlands.

## Statistieken
| Japans voetbalelftal | Japans voetbalelftal | Japans voetbalelftal |
| Jaar                 | Wed.                 | Dlp.                 |
| -------------------- | -------------------- | -------------------- |
| 2009                 | 1                    | 0                    |
| 2010                 | 1                    | 0                    |
| Totaal               | 2                    | 0                    |